# Melodramat

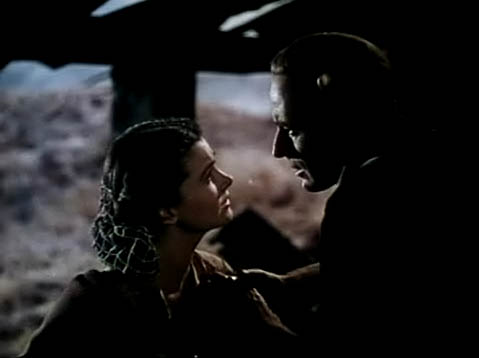
Przeminęło z wiatrem (1939) – jeden z najbardziej znanych melodramatów filmowych

Melodramat – utwór literacki, literacko-muzyczny lub filmowy o sensacyjnej fabule nasyconej efektami patetyczno-sentymentalnymi i z zawartym w niej wątkiem miłosnym. 

## Historia
Początki melodramatu sięgają XVIII wieku, kiedy był to utwór dramatyczny w oprawie muzycznej, kończący się pozytywnie dla głównych bohaterów, a niekorzystnie – dla postaci negatywnych (czarnych charakterów). Gatunek ten przeniknął także do literatury powieściowej (np. Angielski pacjent, Pożegnanie z bronią, Rozważna i romantyczna), a od początku XX wieku także do filmu. 
Klasyczny melodramat oparty jest na motywie miłości dwojga szlachetnych kochanków, którym na przeszkodzie stoją rodzice, status majątkowy bądź pochodzenie. Perypetie bohaterów kończą się zazwyczaj nieszczęśliwie (rozstanie, śmierć), lecz wbrew przeszkodom zdarza się także szczęśliwe zakończenie.
Za pierwszy melodramat filmowy uchodzi Romans miłosny (1904) Luciena Nongueta i Loranta Heilbronna. Chociaż gatunek ten wywodzi swe początki z Francji, Włoch, Danii i Rosji, jego kanoniczną formę stworzył David Wark Griffith w Złamanej lilii (1919). Melodramat przenikał w rozmaitych formach do różnych odrębnych gatunków filmowych – od wielkich dramatów historycznych (Przeminęło z wiatrem, Doktor Żywago) i komedii, poprzez westerny i filmy wojenne, aż do tematyki science fiction.